# Убур-Кіреть
Убур-Кіреть (рос. Убур-Киреть) — село Кяхтинського району, Бурятії Росії. Входить до складу Тамірського сільського поселення.
Населення —  292 особи (2010 рік). 